# Донгу, Жан-Мари
Жан-Мари Донгу Тсафак (фр. Jean Marie Dongou Tsafack; род. 20 апреля 1995[…], Дуала) — камерунский футболист, нападающий.

## Клубная карьера
Жан-Мари начинал свой футбольный путь в фонде Самуэля Это’о. В 2008 году после участия «Барселоны» в турнире по футболу 7×7 с юниорской сборной Камеруна, он был подписан «сине-гранатовыми». Его перспективное будущее заставило «Барселону» поспешить подписать с ним контракт до восемнадцати лет. В своём дебютном сезоне, как игрок категории «Инфантиль А», он забил 58 голов в чемпионате. В 2012 году Жан-Мари был переведён во вторую команду клуба — «Барселону B». За первую команду дебютировал 6 декабря 2013 года в матче Кубка Испании против «Картахены» и отметился голом. 11 декабря камерунец дебютировал в Лиге чемпионов в матче с шотландским «Селтиком». 19 января 2014 года дебютировал в Примере в матче против «Леванте».

## Карьера в сборной
Жан-Мари провёл четыре матча и забил два гола за молодёжную сборную Камеруна. В состав национальной сборной Камеруна он был впервые вызван на товарищеский матч против сборной Габона 9 августа 2013 года. С тех пор Жан-Мари ещё несколько раз получал вызовы в сборную, но в её составе не дебютировал до сих пор.

## Достижения
- Лучший бомбардир NextGen Series: 2011/12